# Kostel Panny Marie Sněžné (Luboměř pod Strážnou)
Kostel Panny Marie Sněžné je zaniklý katolický a v jednom období i evangelický kostel. Nacházel se ve vesnici Luboměř pod Strážnou v okrese Přerov. Geograficky se nacházel v pohoří Vítkovská vrchovina v Moravskoslezském kraji a na Moravě.

## Historie a popis
První dřevěný kostel byl postaven nejspíše v roce 1408, kdy je poprvé zmiňován se zdejší farou a hřbitovem. Asi v roce 1560 patřil místním evangelíkům a pak opět katolikům. Od roku 1628 byl tento kostel filiálním k blízkému kostelu v Potštátě. Po žádostech zde byla zřízena samostatná fara až v roce 1786. V letech 1792-1794 byl původní starý kostel nahrazen novým zděným kostelem. Nový kostel tak nahradil údajně nejstarší kostel na potštátském panství a dne 22.6.1794 byl vysvěcen. Další významné rekonstrukce kostela proběhly v roce 1869 (dle návrhu architekta Josefa Erwina von Lipperta) a v roce 1902. Kostel měl poměrně nízkou kostelní věž, jež byla zakončena zvonovitou střechou na čtvercovém půdorysu pokrytou nejprve šindelem a později břidlicí. Oblouk v průčelí věže sloužil pro umístění ciferníku hodin. Na střeše byla také sanktusová věžička. Rozměry kostela byly: délka něco přes 20 m, po střechu byl vysoký asi 7,5 m, po střechu věže asi 15 m a loď kostela měla plochý strop. V kostele byly dva oltáře, kde hlavní oltář byl převzat z kapucínského kostela sv. Barbory v Prostějově, zrušeného během reforem císaře Josefa II. Nad tabernákl kostela byl pověšen obraz ze starého kostela s motivem Panny Marie Sněžné z roku 1669. Na sanktusníkovém zvonu byl nápis: AVE MARIA GRACIA PLENA DOMINUS TECUM 1551 (Zdrávas, Maria, milosti plná, Pán s Tebou 1551). Kostel ještě měl další dva zvony, které byly zrekvírovány v průběhu 1. světové války. V roce 1924 byly zakoupeny tři nové zvony, kdy kmotrou byla populární hraběnka MUDr. Marie Desfours-Walderode. V roce 1942 byly dva nové zvony zabaveny wehrmachtem a na věži zůstal jen umíráček. V roce 1950 byl kostel katolické církvi zabaven a byl využíván jako sklad materiálu. Protože se kostel nacházel na území po odsunu německého obyvatelstva z Československa a následně na bývalém území vojenského újezdu Libavá, tak byl zbořen a to ke konci roku 1959 nebo pravděpodobněji v roce 1960. Na základě zákona č. 15/2015 Sb. byl pozemek kostela ke dni 1.1.2016 vypuštěn z vojenského újezdu Libavá a stal se součástí nově vzniklé obce Luboměř pod Strážnou. Obrysy základů kostela jsou v terénu jen obtížně poznatelné.